# Península Chavdar

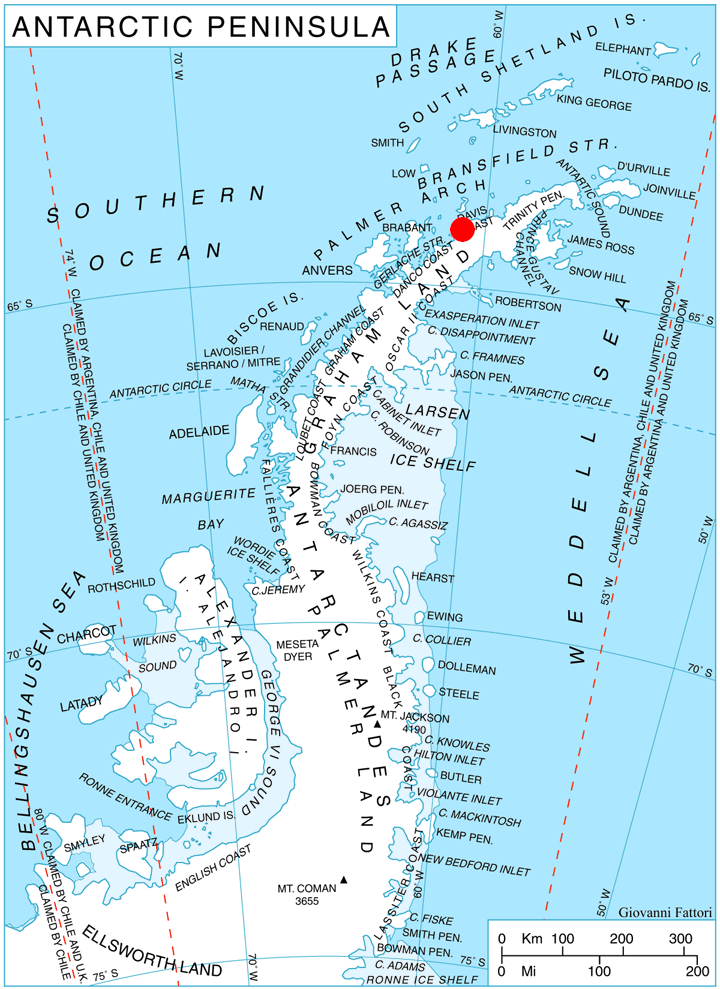
Ubicación de la península de Chavdar en la Tierra de Graham, Península Antártica.

La península de Chavdar es una pequeña península de 10 km de ancho que se proyecta 13 km en dirección noroeste desde la Tierra de Graham, en la península Antártica (la porción de tierra más septentrional del continente antártico). Limita con la bahía Curtiss, al noreste, con la bahía Hughes, al sudoeste y con el estrecho de Gerlache, al noroeste. Su extremo occidental,el  cabo Sterneck, separa la costa de Danco, al suroeste, de la costa de Davis, al noreste. El interior de la península está parcialmente ocupado por la porción occidental de la cordillera Kaliva.
La península de Chavdar fue nombrada así en memmoria del líder rebelde búlgaro del siglo XVI, Chavdar Voyvoda.

## Mapas
- British Antarctic Territory.  Scale 1:200000 topographic map No. 3198. DOS 610 – W 64 60.  Tolworth, UK, 1978.
- Antarctic Digital Database (ADD). Scale 1:250000 topographic map of Antarctica. Scientific Committee on Antarctic Research (SCAR), 1993–2016.